# Paracomucha
Paracomucha là một chi bướm đêm thuộc họ Geometridae.